# Drago Gajo
Drago Gajo (* 1950 in Ljubljana als Dragan Gajić) ist ein slowenischer Jazzmusiker (Schlagzeug).

## Wirken
Gajos Interesse am Jazz wurde 1960 durch ein Konzert von Louis Armstrong geweckt. Durch den Auftritt von Elvin Jones in dem Film Zachariah erwuchs sein Interesse am Schlagzeugspielen. Er spielte zunächst in der Bluesrock-Band von Tomaž Domicelj, mit dem es 1974 auf dem  Pop Festival Ljubljana '74 zu ersten Aufnahmen kam. 1978 zog er nach Los Angeles, wo ihn der Schlagzeuger Billy Moore bis 1982 unterrichtete. Zurück in Europa gehörte er zum Trio von Dejan Pečenko (mit Peter Herbert), mit dem er zwei Alben einspielte. Daneben spielte er in der Band von Tone Janša, wo er auch auf Renato Chicco traf. Daneben leitete er sein eigenes Quartett und seine Bigband. Gajo tourte international und trat auch mit Sheila Jordan, Dusko Goykovich und Peter Mihelich auf. Weiterhin ist er auf Alben von Woody Shaw, Tomaž Domicelj und von Dado Topić zu hören.
Gemeinsam mit seiner Frau und seinen Kindern gründete er 1994 in seiner Geburtsstadt den Jazzclub Gajo, der bis heute besteht. Dort tritt er regelmäßig mit seinem Jazz Club Gajo Quartet auf. 